# Pilori de Korbach
Le pilori de Korbach se trouve dans la commune allemande de Korbach, en Hesse.
Situé sur la Marktplatz (« Place du marché »), dans le centre de la commune, le pilori est mentionné pour la première fois en 1584 ; en 1849, la peine du pilori est définitivement abolie à Korbach.